# El Moclín
El Moclín es una localidad española perteneciente a la parroquia de Campomanes, en el concejo de Lena, Principado de Asturias. Cerca de esta localidad se encuentran los núcleos de Cornellana y Montalegre.

## Demografía
Según el Instituto Nacional de Estadística de España, en el año 2021 El Moclín contaba con 24 habitantes censados, lo que representa el 0,23% de la población total del municipio.

### Evolución de la población
| Gráfica de evolución demográfica de El Moclín entre 2011 y 2021 |
|                                                                 |
| Datos según el nomenclátor publicado por el INE.                |

## Comunicaciones

### Carreteras
La principal vía de comunicación que transcurre junto a esta localidad es:
| Identificador | Denominación               | Itinerario                        |
| ------------- | -------------------------- | --------------------------------- |
| AP-66         | Autopista Ruta de la Plata | Campomanes - La Virgen del Camino |

Algunas distancias entre El Moclín y otras ciudades:
| Ciudades     | Distancia (km) |
| ------------ | -------------- |
| Pola de Lena | 7              |
| Oviedo       | 36             |
| Gijón        | 56             |
| Avilés       | 69             |